# Liste des espèces d'oiseaux de Wallis-et-Futuna
La liste ci-dessous recense les oiseaux observés à Wallis-et-Futuna.
Sont mentionnés éventuellement, dans l'ordre :
- le nom français,
- le nom scientifique, avec la sous-espèce éventuellement,
- le(s) nom(s) vernaculaires (wallisien et/ou futunien),
- le statut de l'espèce :

nicheur
endémique (niche exclusivement dans ce pays)
migrateur (régulier)
éteint (ne se trouve plus dans ce pays)
introduit,
- entre parenthèses, le cas échéant, la répartition succincte dans l'archipel : îles Wallis (dont Uvéa) et îles Horn (Futuna et Alofi).

Cette liste ne mentionne pas tous les oiseaux observés accidentellement.

## Liste par famille
- Phaethontidae
  - Paille-en-queue (Phaethon lepturus) - tavake - Nicheur (Wallis, Futuna et Alofi).
  - Phaethon rubricauda - Nicheur (Wallis)
- Sulidae
  - Fou brun (Sula leucogaster) - Nicheur (Wallis et Alofi)
  - Fou à pattes rouges (Sula sula) -  Nicheur (Wallis et Alofi)
- Frégatidés
  - Fregata ariel - Nicheur
  - Fregata minor - Accidentel
- Ardeidae
  - Aigrette sacrée (Egretta sacra) -  amatuku - Nicheur (Wallis, Futuna et Alofi)
- Anatidés
  - Anas superciliosa - toloa - Nicheur (Wallis)
- Accipitridés
  - Circus approximans - Accidentel
- Rallidae
  - Gallirallus philippensis - veka - Nicheur (Wallis, Futuna et Alofi)
  - Poule sultane (Porphyrio porphyrio) - kalae - Nicheur (Wallis et Alofi)
- Charadriidae
  - Pluvier doré du Pacifique (Pluvialis fulva)
- Scolopacidae
  - Heteroscelus incanus
  - Numenius phaeopus
  - Numenius tahitiensis
  - Tournepierre à collier (Arenaria interpres)
  - Limosa lapponica
- Laridae
  - Sterne blanche (Gygis alba) - Nicheur (Wallis, Futuna et Alofi)
  - Anous minutus
  - Anous stolidus - Nicheur (Wallis, Futuna et Alofi)
  - Anous tenuirostris - Nicheur (Wallis)
  - Onychoprion anaethetus  - Nicheur (Wallis)
  - Sterna sumatrana - Nicheur (Wallis)
  - Thalasseus bergii - Accidentel
- Columbidae
  - Columba livia - Nicheur introduit
  - Ducula pacifica - futunien lupe - Nicheur (Wallis, Futuna et Alofi)
  - Gallicolumba stairi - Niche (Alofi)
  - Ptilinopus porphyraceus - kulukulu - Nicheur (Wallis, Futuna, Alofi)
- Psittacidae
  - Vini australis - Nicheur à Wallis (éteint), Futuna et Alofi
- Tytonidés
  - Tyto alba lulu - Nicheur (Wallis, Futuna et Alofi)
- Cuculidés
  - Eudynamys taitensis
- Apodidae
  - Salangane (Aerodramus spodiopygius assimilis) - Nicheur (Futuna et Alofi)
- Alcédinidés
  - Todirhamphus chloris regina - Nicheur endémique de Futuna et Alofi
- Monarchidés
  - Clytorhynchus vitiensis fortunae - Nicheur endémique de Futuna et Alofi
- Méliphagidés
  - Foulehaio carunculata carunculata - Nicheur (Futuna et Alofi)
- Campéphagidés
  - Lalage maculosa futunae - Nicheur endémique de Futuna et Alofi
- Sturnidés
  - Aplonis tabuensis fortunae - Nicheur (Wallis, Futuna et Alofi)
  - Acridotheres tristis - Nicheur introduit